# Matra MS1
Der Matra MS1 (Abkürzung für Matra Sports 1) war der erste Formel-Rennwagen von Matra und wurde 1965 gebaut.

## Technik
Das Fahrzeug wurde als konventioneller Formel-Rennwagen konzipiert. Da Matra rasch Erfolg im internationalen Motorsport erreichen wollte, wurde von den britischen Formel-3-Rennwagen jener Zeit so viel wie nur möglich kopiert. Das Fahrzeug hatte eine herkömmliche Radaufhängung und einen 1 Liter Vierzylinder Cosworth-Motor mit 2 Vergasern. Dies war insofern eine Neuerung da die bisherigen Rennwagen, die noch unter der Führung von René Bonnet konstruiert wurden, Renault-Motoren im Heck hatten.
Der MS1 war ein Testwagen, der dazu diente, die technischen Möglichkeiten in der Formel 3 ausloten zu können. Die Tanks wurden in die Seitenteile verlegt, die durch Querstangen gestützt wurden. Diese Bauform sorgte für eine ausgezeichnete Stabilität der Rennwagen. Der MS1 war die Basis für das Rennmodell, den MS5. Raumfahrttechniker von Matra spürten bei einer gründlichen Inspektion Leckstellen in den Tanks auf und ließen diese durch Mechaniker abdichten. Diese Methode wurde beim Matra immer wieder angewandt und sorgte dafür, dass es äußerst selten Probleme mit undichten Tanks gab.

## Einsätze
Vom MS1 wurden 2 Chassis gebaut, die von Jean-Pierre Beltoise und Jean-Pierre Jaussaud in der Saison 1965 eingesetzt wurden. Beltoise gewann bei einem der ersten Einsätze das prestigeträchtige Rennen von Reims und sicherte sich in dieser Saison die französische Formel-3-Meisterschaft. 